# Danzas Caribai
Danzas Caribai es una agrupación nacionalista —también denominada como danza folklórica alternativa— de Villa de Cura, Municipio Zamora, en el Estado Aragua, República Bolivariana de Venezuela.

## Reseña histórica
Danzas Caribai, fue creada y fundada por la profesora Soraya Martínez de Vina, en el año 1984. Comienza su actividad en la Escuela Básica Leopoldo Tosta, con la participación de 7 niñas. El nombre de este grupo de danzas, fue seleccionado de la leyenda Las Cinco Águilas Blancas, del autor venezolano Tulio Febres Cordero, quien cuenta la historia de una indígena que habitaba los Andes venezolanos.
En la leyenda Las Cinco Águilas Blancas, el nombre de la indígena se escribe de la siguiente manera: Caribay; sin embargo, al momento de registrar jurídicamente esta agrupación de danzas, el nombre quedó reflejado como: Caribai. Desde su primera presentación pública, se ha hecho merecedora de la aceptación del público, y se ha convertido en un ejemplo a seguir por futuras generaciones de niños, jóvenes y adultos interesados por el mundo de la danza nacionalista o folklórica alternativa. 
Por otra parte, se ha dedicado durante 30 años, a obtener y proyectar datos e informaciones sobre el folklore venezolano, que incluye las costumbres y tradiciones de cada una de las entidades federales de la nación venezolana, por considerar relevante la obtención de algunas nociones y conocimientos sobre el saber popular venezolano. Así mismo, como organización sociocultural, ha dirigido su acción en pro de formar y capacitar capital humano interesado por el arte de la danza nacionalista, y en correspondencia, posee el personal preparado, que se encarga de la coordinación del Proyecto Socio-Educativo, denominado: Escuela de Formación Artística Caribai, que se ejecuta en cada institución educativa.

## Primeras presentaciones
Las primeras presentaciones se realizan en la Escuela Básica Estadal "Leopoldo Tosta" de Villa de Cura. Sucesivamente, en diferentes lugares y festividades, con una adecuada aceptación de la colectividad. En 1986, logra una destacada participación en la Elección de la Reina de San Luis Rey —Patrono de la Ciudad de Villa de Cura— y a partir de ese momento logra obtener la atención y el apoyo de la colectividad.

## Trabajo comunitario
Danzas Caribai, realiza trabajo comunitario ofreciendo múltiples y constantes representaciones artísticas, en organismos, instituciones y comunidades que requieren de su presencia. para realzar actos y actividades tanto públicas como privadas, y de esta manera, continuar con la proyección de la danza nacionalista, a través de la puesta en escena de numerosas piezas de baile, concebidas por la profesora Soraya Martínez de Vina, y un grupo de talentosos jóvenes que se han formado en esta agrupación.

## Reconocimientos y premiaciones importantes
- Venus de la Prensa. (Reconocimiento al Mérito, concedido por el Círculo de Periodistas de Venezuela, recibido en el Círculo Militar de Caracas, Venezuela).
- Zamora de Oro. (1988). (Premio de Reconocimiento al Mérito, concedido por la Fundación Zamora de Oro. Entregado y recibido en Villa de Cura, Estado Aragua). Esta premio se entrega a organismos, instituciones y personalidades que hacen vida pública en diferentes actividades dentro del Municipio Zamora del Estado Aragua.
- Coplero de Oro. (1988). (Premio de Reconocimiento concedido por la Organización Coplero de Oro. Entregado y recibido en el Círculo Militar de Caracas. Distrito Capital). Este premio se entrega a organismos, instituciones y personas que se desenvuelven en diferentes ámbitos sociales productivos.
- Samán de Aragua. (1988). (Premio de Reconocimiento Público, concedido por la Gobernación del Estado Aragua. Entregado y recibido en Maracay. Estado Aragua). Este premio es entregado por la Gobernación del Estado Aragua, a organismos, instituciones y personas que enaltecen el gentilicio aragüeño.
- Prestigio Nacional. (1988). (Premio de Reconocimiento al Mérito, concedido por la Asociación Empresarial Venezolana. Entregado y recibido en el Círculo Militar de Caracas. Distrito Capital). Este premio se le concede a organismos, instituciones y personas que realizan actividades sociales, económicas, religiosas, educativas, deportivas y culturales de proyección nacional e internacional.
- Máximo Galardón en el Festival "Sol de Oriente" (1989) y Premios a la "Mejor Música", "Mejor Vestuario", y "Grupo Más Popular". (Premiaciones entregadas y recibidas en la Concha Acústica "Andrés Eloy Blanco" de Puerto La Cruz. Estado Anzoátegui). Este premio se entrega en un festival de danzas nacionalistas.
- 3.er Lugar Juvenil y 2.º Lugar Juvenil Festival "Yakambú de Oro". (1989). (Premiaciones entregadas y recibidas en el Anfi-Teatro de Barquisimeto. Estado Lara). Este premio se entrega en un festival de danzas nacionalistas.
- 2.º Lugar Festival "Jóvenes Solistas". (1989). (Premio entregado y recibido en la Casa de la Cultura de Guanare, Estado Portuguesa). Este premio se entrega en un festival de danzas nacionalistas.
- Máximo Galardón en el Festival "Sol de Oriente" (1992). (Premio entregado y recibido en el recinto cultural Teatro Teresa Carreño, de Caracas. Distrito Capital). Este premio se entrega en un festival de danzas nacionalistas.
- En el año 1999 se declara a Danzas Caribai, como Patrimonio Cultural del Municipio Zamora, por la Alcaldía del Municipio Zamora, Estado Aragua.